# Finlandia (vodka)
 (janvier 2017).
Si vous disposez d'ouvrages ou d'articles de référence ou si vous connaissez des sites web de qualité traitant du thème abordé ici, merci de compléter l'article en donnant les références utiles à sa vérifiabilité et en les liant à la section « Notes et références ».
Finlandia est une vodka finlandaise. Elle fut lancée en Finlande et en Scandinavie en 1970 et en 1971 aux États-Unis. 
Elle est produite par la distillerie Altia Corporation d'Ilmajoki à partir de six sortes différentes d'orge. Finlandia a été créée en 1970. La vodka est très proche de sa concurrente Koskenkorva. La différence est que Finlandia est plus parfumée et plus sucrée. Il existe différents parfums de Finlandia Vodka : classic, lime, mangue et canneberge.
Le design de la bouteille Finlandia (1970-2000) est le fruit du designer et sculpteur finlandais Tapio Wirkkala.
Finlandia Vodka Worldwide Ltd (FVW) est une coentreprise détenue à 55 % par Altia Corporation et à 45 % par Brown-Forman Corporation (BF.A et BF.B à la Bourse de New York). FVW est titulaire de la marque de commerce Finlandia, ainsi que de son actif de marketing et de distribution. FVW assume l'ensemble des activités de marketing mondial de la marque de vodka Finlandia.
Aujourd'hui, Finlandia Vodka est une branche de la firme américaine Brown-Forman Corporation. Finlandia est sûre de rester propriétaire de sa production au moins jusqu'en 2017.

## Autres
- La marque a célébré son trentième anniversaire en s'associant avec MGM et EON Productions pour le film de James Bond, Meurs un autre jour. Il remplace ainsi l'autre marque de vodka Smirnoff. Finlandia a été la première marque de vodka à être importée aux États-Unis. C'est actuellement la seconde marque dans le monde.
- Finlandia sponsorisait le pilote de Formule 1, Mika Häkkinen qui courait pour McLaren Racing.

## Images

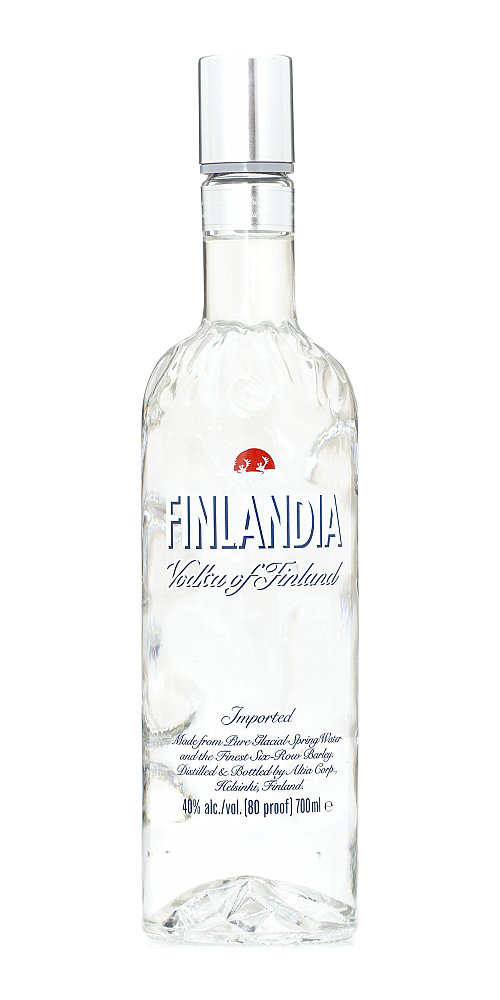
La Finlandia-pullo 70cl.
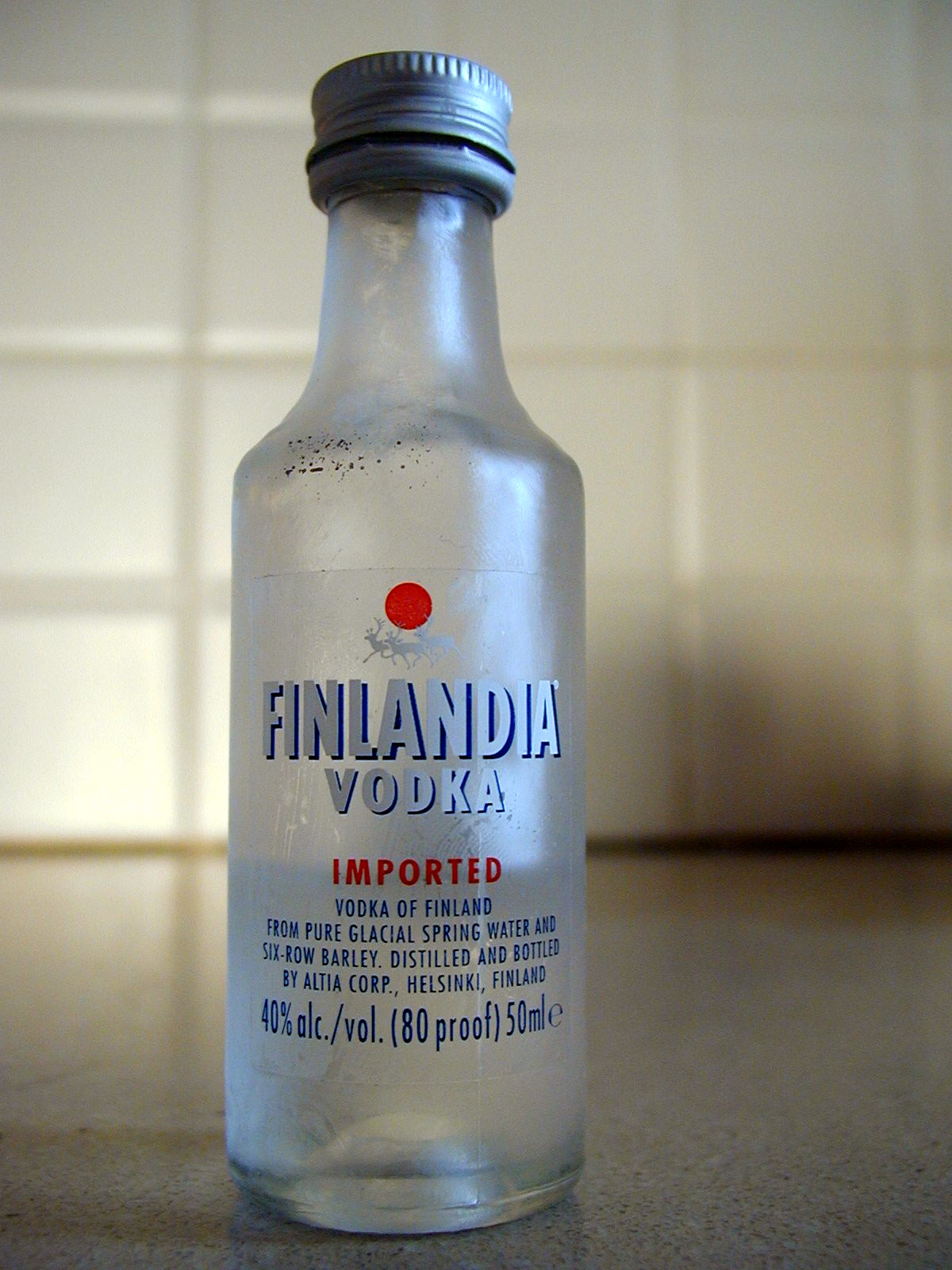
Finlandia Vodka
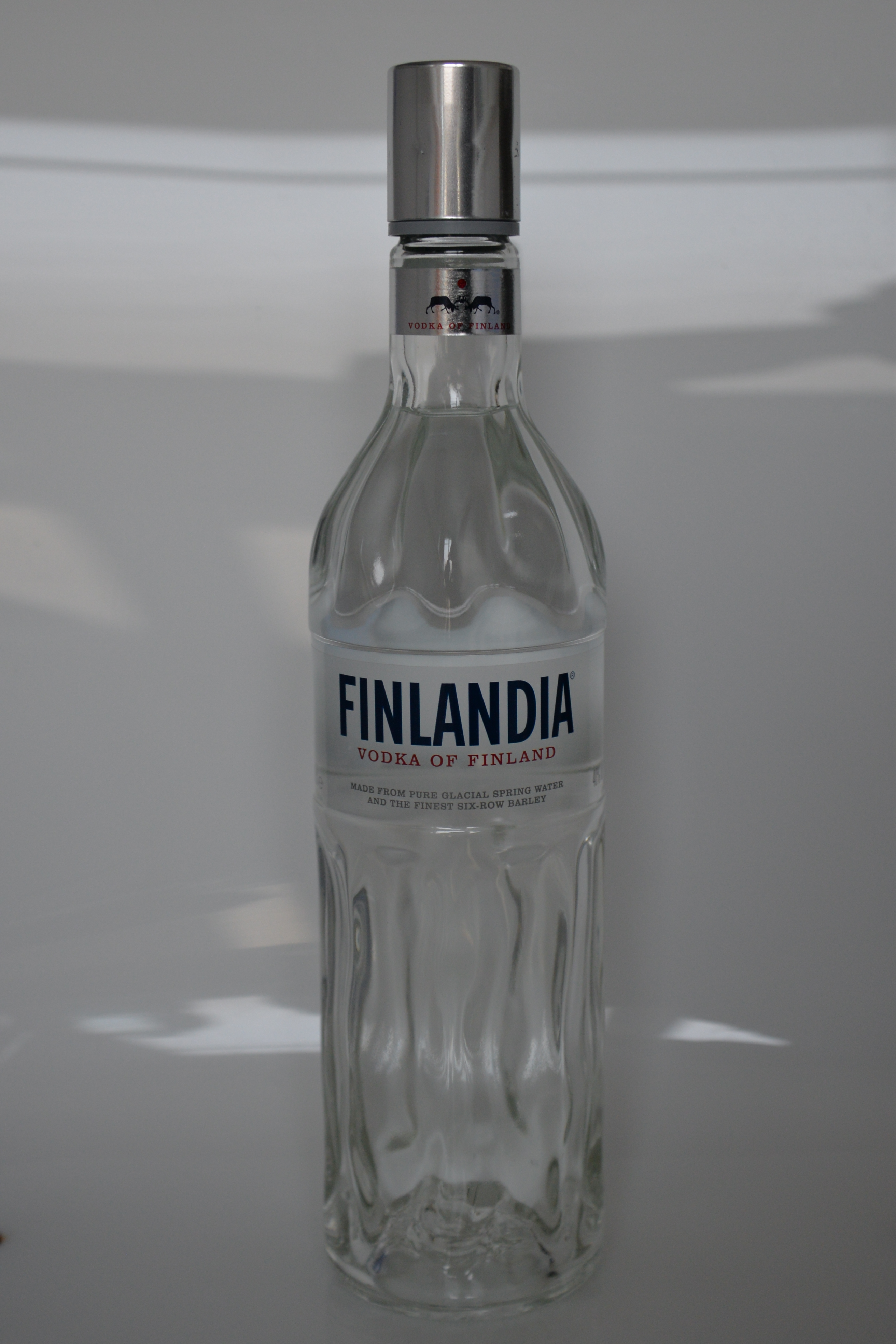
La bouteille Finlandia.